# Сент-Альбан-ан-Монтань
Сент-Альба́н-ан-Монта́нь (фр. Saint-Alban-en-Montagne, окс. Sant Alban en Montagne) — коммуна во Франции, находится в регионе Рона — Альпы. Департамент коммуны — Ардеш. Входит в состав кантона Сент-Этьен-де-Люгдаре. Округ коммуны — Ларжантьер.
Код INSEE коммуны — 07206.
Коммуна расположена приблизительно в 480 км к югу от Парижа, 140 км юго-западнее Лиона, 32 км к западу от Прива.

## Население
Население коммуны на 2008 год составляло 73 человека.
| 1962 | 1968 | 1975 | 1982 | 1990 | 1999 | 2008 |
| ---- | ---- | ---- | ---- | ---- | ---- | ---- |
| 79   | 123  | 109  | 96   | 80   | 72   | 73   |

## Экономика

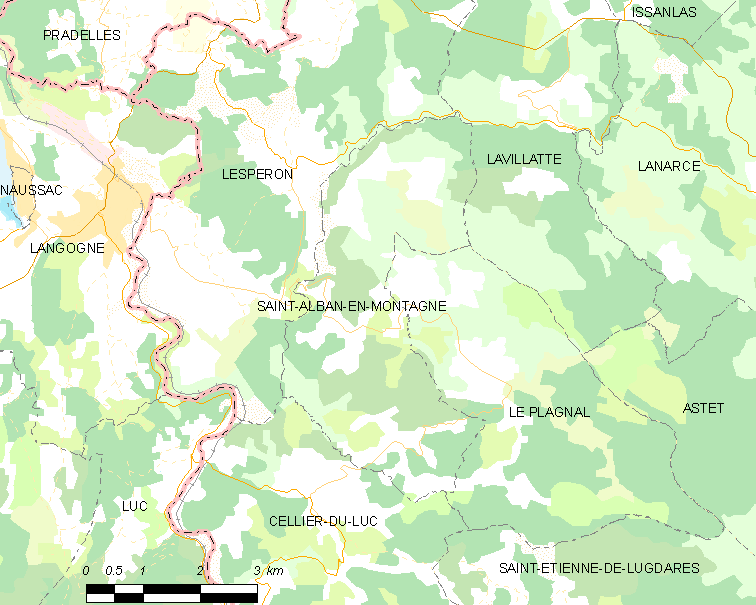
Карта коммуны

В 2007 году среди 42 человек в трудоспособном возрасте (15—64 лет) 30 были экономически активными, 12 — неактивными (показатель активности — 71,4 %, в 1999 году было 62,5 %). Из 30 активных работали 23 человека (12 мужчин и 11 женщин), безработных было 7 (4 мужчины и 3 женщины). Среди 12 неактивных 2 человека были учениками или студентами, 4 — пенсионерами, 6 были неактивными по другим причинам.